# Cuneko Sasamoto
Cuneko Sasamoto (笹本 恒子, Sasamoto Cuneko, 1. září 1914 Tokio – 15. srpna 2022 Kamakura) byla první japonská fotožurnalistka. Fotografovala některé z největších osobností a historických okamžiků v zemi.

## Životopis
Sasamoto se narodila v Tokiu v Japonsku. Šla na vysokou školu domácího hospodářství, ale kvůli ambicím stát se malířkou skončila. Po ukončení studia navštěvovala malířský institut, aniž by to řekla rodičům, a krejčovskou školu.

## Kariéra
Sasamoto začala svou kariéru jako ilustrátorka na částečný úvazek na místních zpravodajských stránkách v Tokiu Ničiniči Šimbun (nyní Mainiči Šimbun, jedny z novin v Japonsku). V roce 1940 ve 26 letech byla povýšena na zaměstnankyni ve zkušební době, když vstoupila do Fotografické společnosti v Japonsku a oficiálně se stala první fotoreportérkou v Japonsku. Margaret Bourke-White označila za hlavní vliv na to, proč se stala fotografkou. Sasamoto fotografovala scény od generála Douglase MacArthura během americké okupace Japonska až po stávkující horníky a protestující studenty. V roce 2011 vydala fotoknihu s názvem Hyakusai no Finder, neboli Centenarian's Finder. V roce 2014 měla Sasamoto výstavu svých prací ze své knihy z roku 2011 s názvem Hyakusai Ten neboli Výstava stoleté ženy. V roce 2015 Sasamoto vydala další knihu, Inquisitive Girl at 101. V roce 2015 si zlomila levou ruku a obě nohy, ale fotografovala dál. Před svou smrtí Sasamoto pracovala na projektu s názvem Hana Akari (Květinová záře) na počest svých přátel, kteří zemřeli.
Sasamoto dosáhla 100 let v září 2014 a zemřela přirozenou smrtí 15. srpna 2022 ve věku 107 let.

## Ocenění
- 2011 – Kulturní ocenění Jošikawa Eidži
- 2016 – Cena Lucie Awards za celoživotní dílo[9]

## Galerie

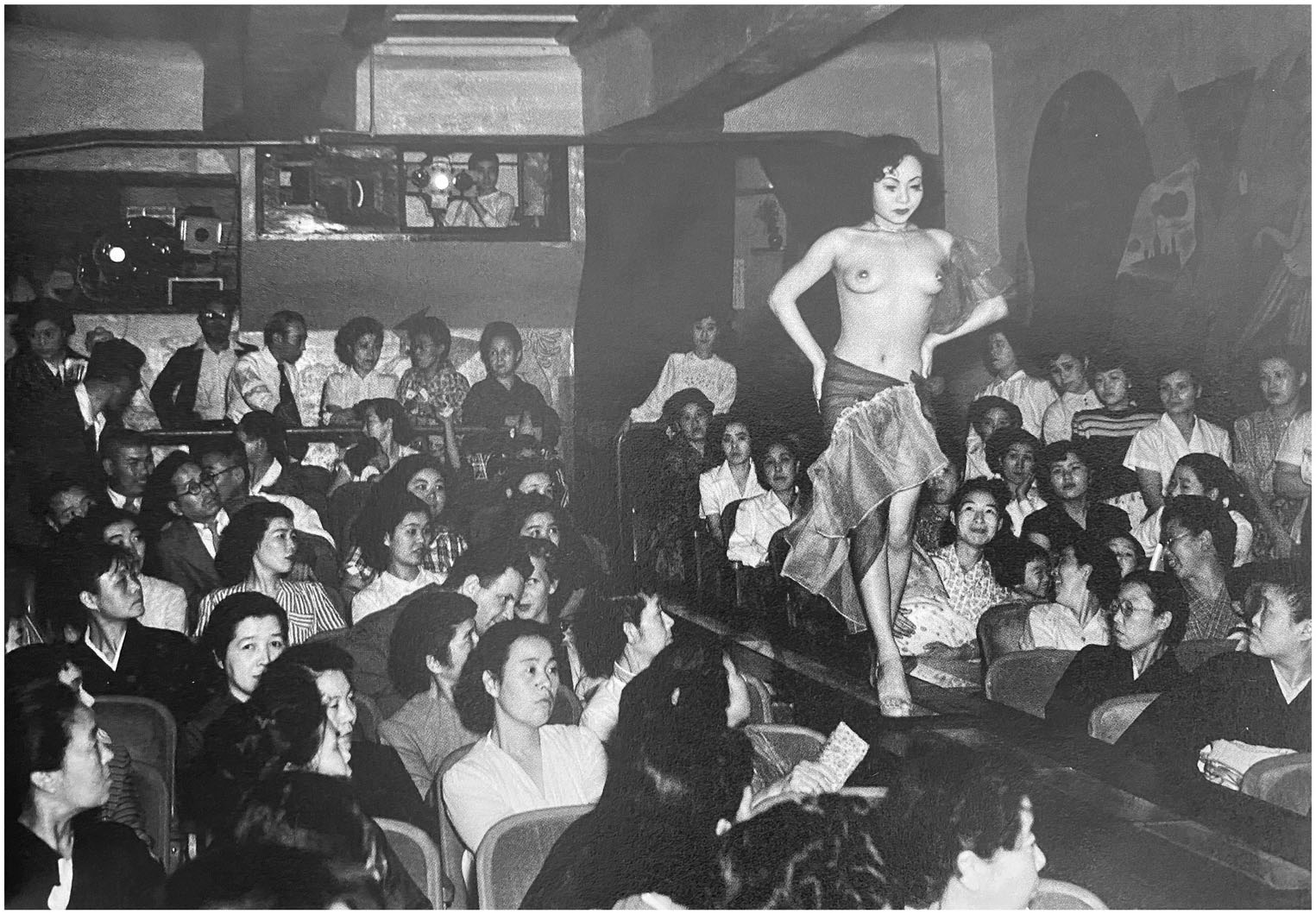
Asakusa, 1952
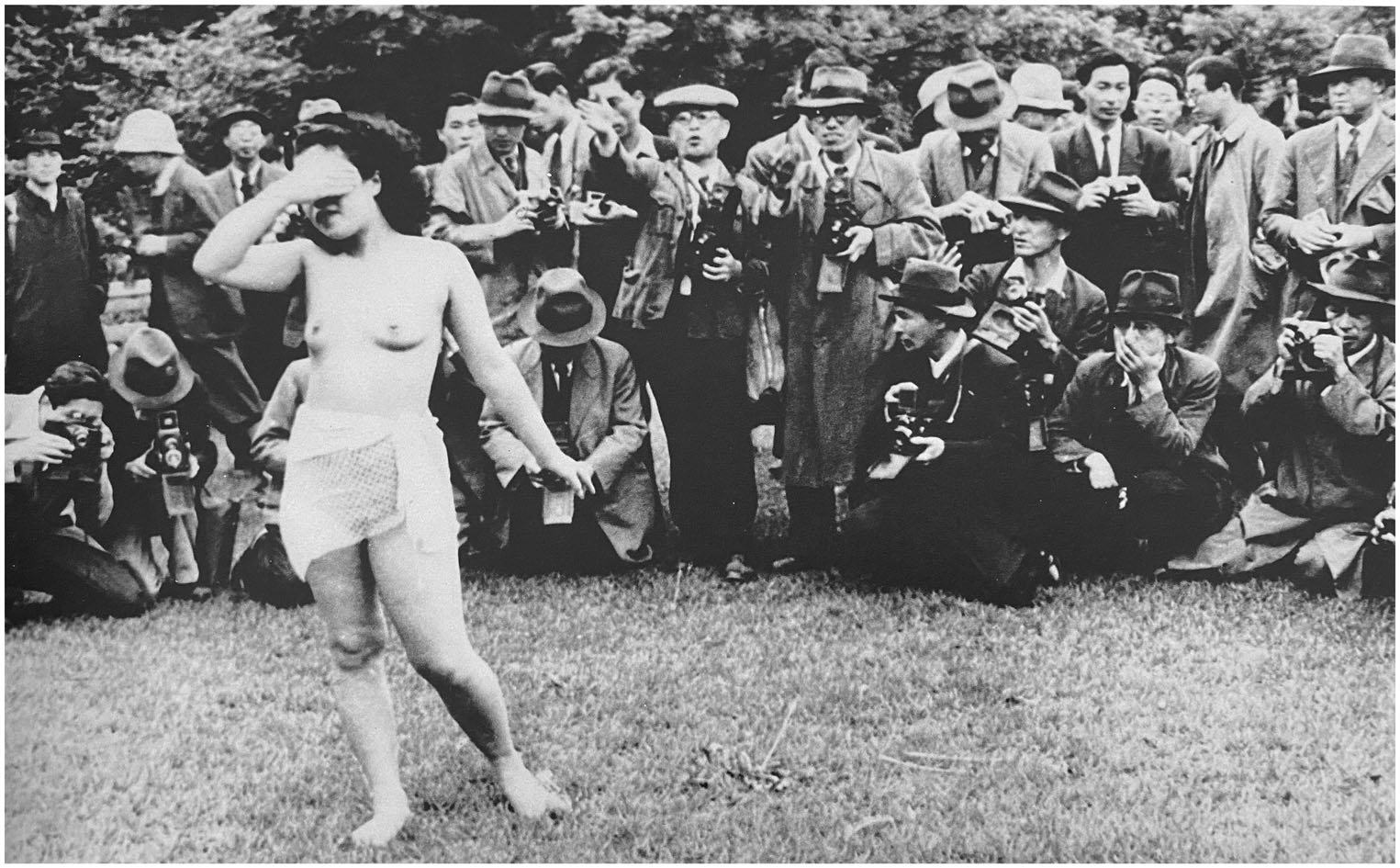
Skupinové fotografování aktu